# 브로우토나섬
브로우토나섬(러시아어: о．Броутона, 일본어: 武魯頓島 부로톤토[*])은 쿠릴 열도의 중부에 위치한 둘레 약 11 km의 타원형의 섬이다.
해안선의 대부분은 약 300m의 절벽이고, 곳곳에 바위가 위치해 있다.